# ハイパーラプス (アプリケーション)
ハイパーラプス（英: Hyperlapse）は、Instagramが、2014年8月26日にリリースした、iOSデバイス用タイムラプス動画作成アプリケーションである。このアプリを使うことで、連続45分間の動画を撮影し、その動画にタイムラプスの効果を付けることができる。通常、タイムラプス動画は、カメラで撮影されたスチール写真をつなげ合わせることで作られるが、ハイパーラプスでは、ジッターを除去することで動画の見栄えを安定させるブレ補正アルゴリズムが使われている。Instagramで提供されているようなフィルターは、このアプリでは提供されておらず、最終加工段階でできることは、再生速度を1倍から40倍まで選択することだけである。
ハイパーラプスはiOSデバイスだけに提供されており、Android向けアプリはリリースされていないが、2014年8月、Instagramは近い将来にAndroid版アプリをリリースするかも知れないと示唆した。一方、2017年11月時点の公式ウェブサイトでは、Android版アプリのアナウンスはされていない。
フォール・アウト・ボーイのミュージックビデオ・センチュリーズは、ハイパーラプスを使って撮影された。